# Sanicula peckiana
Sanicula peckiana är en flockblommig växtart som beskrevs av James Francis Macbride. Sanicula peckiana ingår i släktet sårläkor, och familjen flockblommiga växter. Inga underarter finns listade i Catalogue of Life.